# Paseo fantasma
Los paseos fantasma o panoramas fantasma fueron uno de los primeros géneros cinematográficos populares en Gran Bretaña y Estados Unidos a finales del siglo XIX. Se denomina así el género de películas del cine temprano conocidas también como “películas ferrocarriles”. Las películas, que son anteriores a la verdadera narrativa, simplemente muestran el progreso de un vehículo que se mueve hacia adelante, generalmente filmado atando a un camarógrafo al frente de un tren en movimiento. El término viaje fantasma se aplicó porque la posición de la cámara significaba que solo se podían ver la pista y el paisaje y el movimiento parecía provenir de una fuerza invisible. Se trataba de una nueva experiencia visual para el público, como si se tratase de los ojos de un fantasma atravesando velozmente el aire. Aunque muchas de las primeras películas mostraban pistas locales, la demanda de nuevas imágenes llevó a la filmación de lugares más exóticos. Esto trajo una nueva dimensión al género, mostrando tierras extranjeras a aquellos que de otra manera nunca las verían. El género también es significativo, a pesar de su popularidad efímera, debido al papel que jugó en el desarrollo de la toma de seguimiento (travelling), las películas más largas y el montaje, así como su resurgimiento en la simulación y el cine 4D .

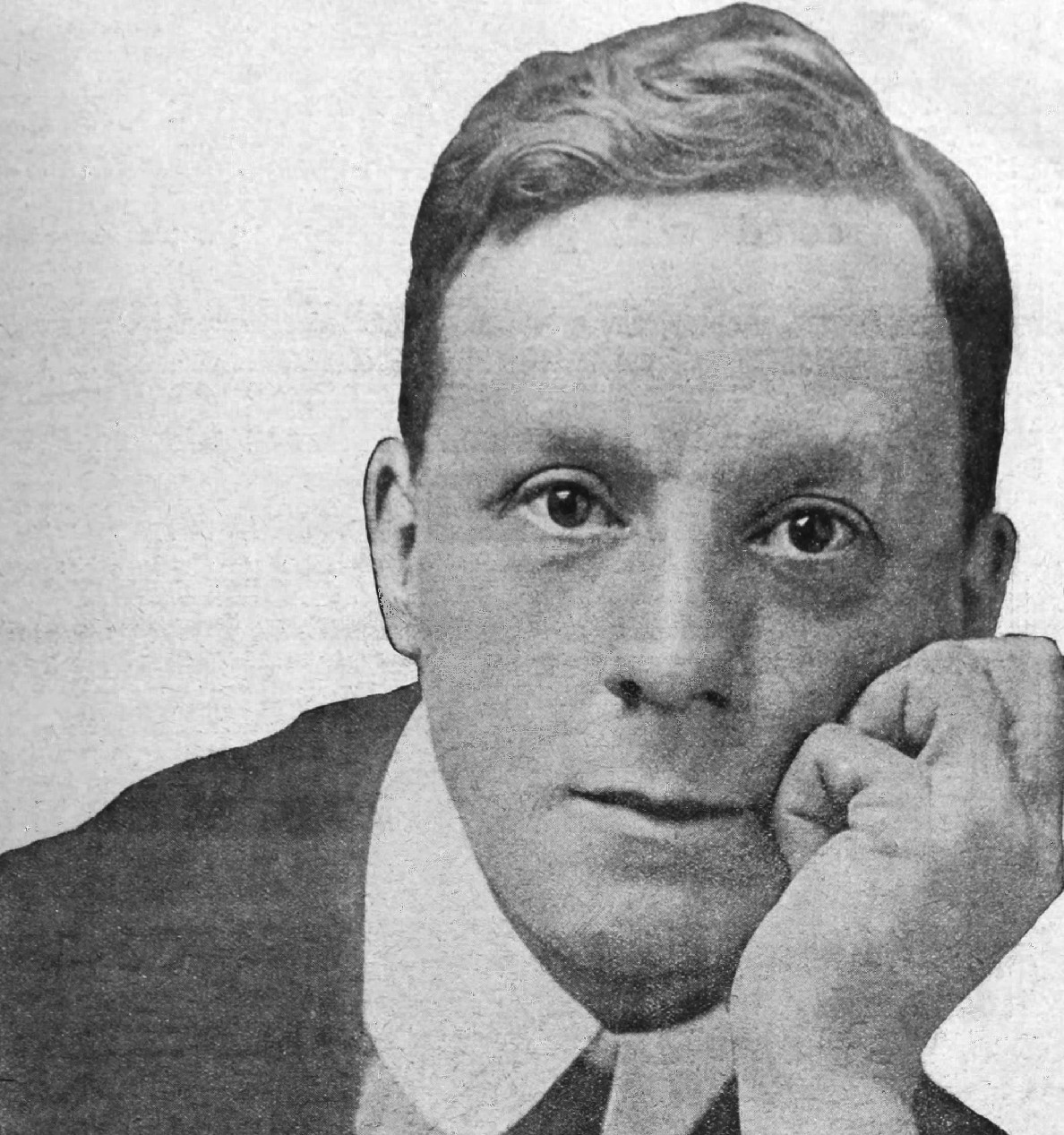
Cecil M. Hepworth, uno de los principales impulsores del género paseo fantasma.

## Historia
Tanto cine como ferrocarril fueron innovaciones tecnológicas de finales del siglo XIX; símbolos de la época de la industrialización, las nuevas tecnologías y los cambios sociales. Las películas tempranas estuvieron vinculadas a los ferrocarriles como símbolo de la modernidad, cambios sociales, económicos y culturales. Por eso no es extraño que cámara y ferrocarril se unieran en los inicios del cine en los conocidos paseos fantasma.
El tren como sujeto dentro del plano fue introducido por los hermanos Lumière con su película Llegada del tren a la ciudad (1895) grabada con su cinematógrafo. A partir de éxito generado por este filme empezaron a surgir muchas copias, y en 1896 los Lumière filmaron en Rennes una película desde el frente de una locomotora. De esta manera se podía filmar el movimiento del tren pasando por diferentes paisajes, y de esta manera surgió el concepto de paseo fantasma. Autores como Mark Cousins dirían que el primero en rodar un paseo fantasma sería George Albert Smith en 1898.
La mayoría de las películas antes de los paseos fantasmas usaban cámaras estáticas con toda la acción dentro de la escena. Este nuevo estilo de realización de películas popularizó la idea de movimiento creado por el movimiento de la cámara. El túnel Haverstraw (1897) de la compañía American Mutoscope, que muestra un tren que viaja a lo largo del West Shore Railroad en Nueva York y luego a través del túnel del mismo nombre, y Saliendo de Jerusalem en tranvía (1897) de los hermanos Lumière, que presenta un tren que sale de Jerusalén, se consideran otros de los primeros ejemplos del género del viaje fantasma. El público quedó cautivado por la velocidad y las perspectivas únicas que presentaron estas películas, experimentando por primera vez la perspectiva de viajar sentado en una pequeña sala. Fue en este año cuando un periodista de la revista Phonoscope acuñó el término phantom ride (paseo fantasma) por primera vez mientras escribía la reseña de la película El túnel Haverstraw en la que remarcó que se había sentido como el pasajero en un viaje espantoso en ferrocarril, un pasajero en un viaje de un tren fantasma, sensación producida por la falta de ruido, del humo, del chasis y de las ruedas.
Las proyecciones de El túnel Haverstraw (1897) en Londres en octubre de ese año demostraron ser un éxito instantáneo con un crítico de The Era que escribió que "Nunca se ha presentado a una audiencia una pieza de realismo más emocionante y sensacional". A partir del año siguiente, la filial británica de Mutoscope filmó y lanzó sus propios paseos fantasma, incluido El Castillo Conway - Vista Panorámica de Conway (1898) y A través del túnel Chee Tor en Derbyshire - Tranvía del interior, al igual que empresas rivales como Warwick Trading Company.
El género del paseo fantasma contribuyó a la aparición de películas más largas, ya que los distribuidores agruparon sus películas para formar viajes individuales, como Vista desde un motor delantero - a través de Morthoe (1898) de Warwick Trading Company y Vista desde un motor delantero - Inclinación Ilfracombe (1898) que se pusieron a disposición juntos como una sola película continua. Los desarrollos tecnológicos simultáneos dieron como resultado la épica película De Dalmeny a Dunfermline, Escocia, a través del puente Firth of Forth (1899) de 12 minutos de Cecil Hepworth, uno de los principales productores de este nuevo género, y catalogada como "la película cinematográfica más larga, pintoresca e interesante jamás producida".
El beso en el túnel de George Albert Smith (1899) fue una toma única de una pareja que comparte un breve beso mientras su tren pasa por un túnel, que fue producida para combinar una secuencia interior (la del beso) con una secuencia exterior de un paseo fantasma, como es el caso de Vista desde una locomotora frontal - Tren que sale del túnel de Cecil Hepworth (1899), para agregar interés al género .  Esta inserción de una sola toma en otra película indica, según el historiador de cine Frank Gray, "una nueva comprensión del montaje de continuidad en las películas", que "tendría un impacto profundo en el desarrollo de estrategias de montaje y se convertiría en una práctica dominante".  Según el historiador del cine Mark Cousins la combinación de una secuencia interior i otra exterior también fue uno de los primeros intentos del cine de decir: “mientras tanto...” y de empezar a realizar películas con más de una secuencia que empezaron a rodarse en los últimos años de la década de 1890.

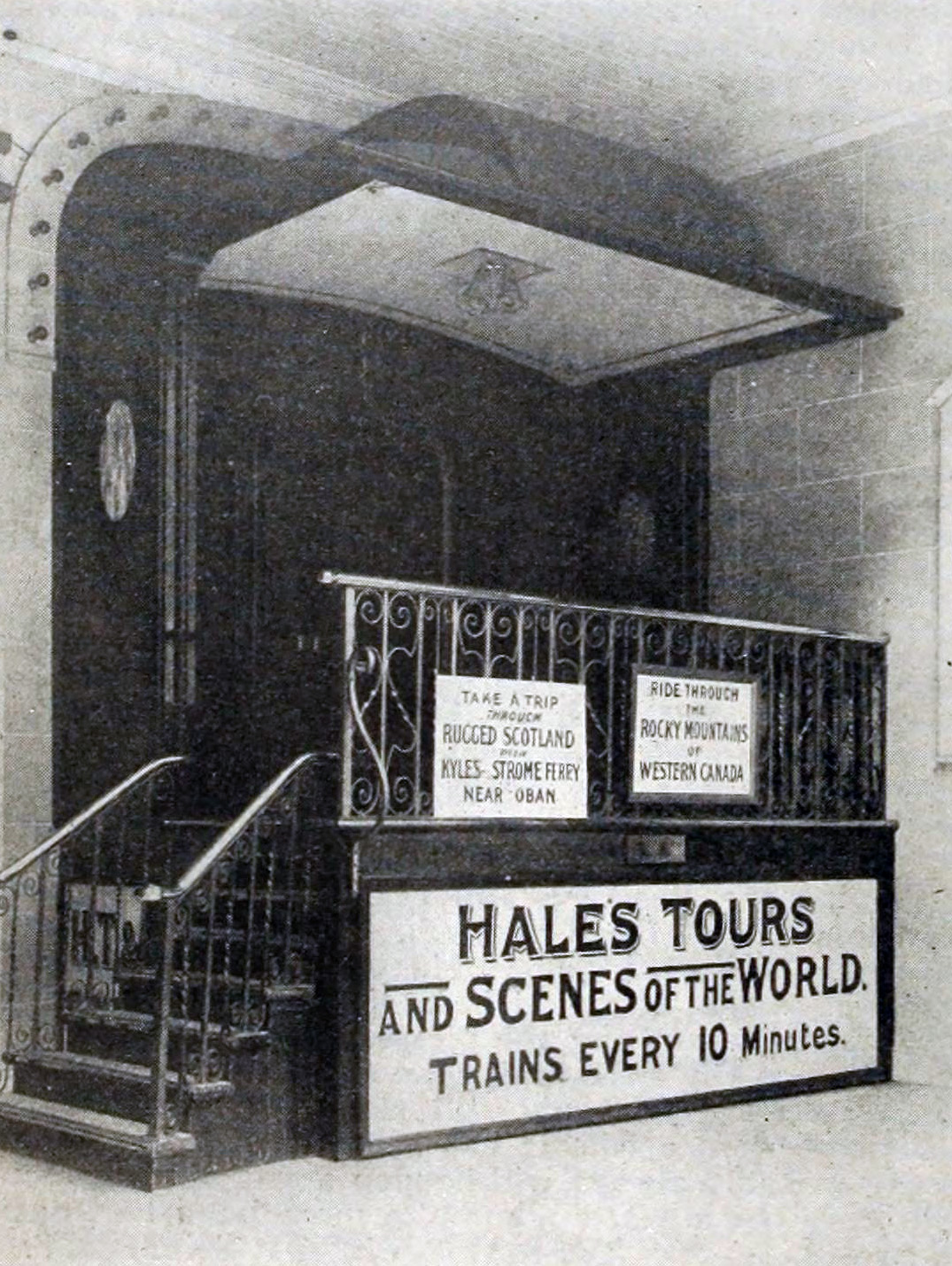
Recorridos por el Mundo de Hales en 1906.

El concepto de los paseos fantasma cambiaría drásticamente con la inauguración de Recorridos por el Mundo de George C. Hale en 1906 en Electric Park, Kansas City. Este concepto de representación tuvo sus inicios en la presentación de Hales Tours en la Exposición de Sant Louis en el año 1904. Un predecesor de los simuladores modernos y las películas en 4-D, estos programas incluían más que solo el metraje de la película proyectada. El cine de Hale en sí fue diseñado para imitar físicamente la experiencia de estar en el vagón de un tren, con sonidos de silbidos de trenes y vapor que se suma a las imágenes. El banco donde se sentaba el espectador incluso fue diseñado para temblar para agregar realismo a la sensación de movimiento a lo largo de la pista. Los Hales Tours tuvieron el éxito suficiente para abrir cuatro lugares de eventos en Londres y varios otros en el Reino Unido.  Luego de un año ya había más de 500 “Hale’s Tours” en los EE. UU., en Canadá y en algunas ciudades europeas. Se podría decir que Hale's Tours se convirtió en un fenómeno que revivió los paseos fantasma.
El rápido desarrollo de las técnicas de realización de películas significó que la audiencia pasó rápidamente a otras cosas y en 1910 ya no aceptaba estas imágenes de un solo plano. Aun así, fue en este año cuando salió una de las películas más paradigmáticas de este género, Un viaje en el tren metropolitano de Baker St a Uxbridge y Aylesbury.  Fue durante estos años cuando la narrativa en la película empezó a progresar y los paseos fantasmas fueron degradados a una escena entre varias en películas basadas más en historias que en la sensación de movimiento.
Finalmente, el mismo director que había impulsado poco tiempo atrás la creación de este nuevo género que ha pasado a la historia como phantom ride o paseo fantasma, G. A. Smith, contribuyó a la aportación de nuevas técnicas como la utilización en el montaje del corte invisible que sería tan utilizado en el cine clásico, y que serviría a diferentes cineastas como Edwin S. Porter para crear películas como "A Romance of the Rail" (1903) y "The Great Train Robbery" (1903) que serían importantísimas contribuciones para el cine narrativo y significarían el final del paseo fantasma como género.

## Métodos y evolución
En los inicios de este método de grabación, la producción se lograba mediante una cámara que era armada en el frente de una locomotora que luego grababa el viaje desde un enfoque point-of-view, observando el paisaje (rural o urbano), los rieles, a veces la misma locomotora y los túneles por los que pasaba el tren. Dado que en este período inicial la cámara utilizada era inmóvil, esta primera utilización de los paseos fantasma tuvieron como principal objetivo dar dinamismo al cine. La velocidad, la perspectiva única y el movimiento fueron los atractivos principales, aunque también se tenía en cuenta la elección de los sujetos del paisaje y el paisaje. De esta manera se puede decir que los paseos fantasmas fueron precursores del cine documental e impulsor del uso de la cámara subjetiva.
Más tarde, estos jugarían un papel importante en el desarrollo del cine narrativo(gracias a este género Edwin S. Porter haría algunas de sus películas) que surgiría, según Mark Cousins, en 1903. Para la grabación de los phantom rides se empezaron a utilizar otros medios como metros (New York subway, 14th Street to 42nd Street (1905)), buses, trolleys (Ride Down Market (1905)), automóviles, carruajes ( Panoramic view of the Morecambe sea front (1901)), tranvías (Panorama of Ealing from a moving tram (1901)) o barcos (Panorama of Calcutta, India, from the river Ganges (1898)), siempre con el enfoque point-of-view. Estos vehículos eran los primeros vagones de cámara. Por ejemplo, Edison en su viaje a París utilizó barcos, tanvías, carruajes y el ascensor que sube a la Torre Eiffel para grabar sus películas. (gracias a este género Edwin S. Porter haría algunas de sus películas)
Una vez estas primeras experiencias de paseo fantasma empezaron a aburrir al público y la demanda de este tipo de género decayó, en 1903 Hale presentaría Hales Tours al mundo en la exposición de Sant Louis. La representación del género cambió de forma drástica y este se contempló más como una atracción que como una sala de cine o un nickeldeon, ya que eran espacios especialmente diseñados para la proyección solamente de paseos fantasma para crear experiencias inmersivas. Las películas y su forma de grabación eran las mismas, con un camarógrafo enfrente de la locomotora del tren, pero el espacio consistía de unos bancos que se movían y temblaban de acuerdo con el movimiento que se veía en pantalla y durante la proyección había efectos de sonidos reales como silbidos de trenes o de locomotoras, viento y vapor real. Llamó a estos espectáculos "pleasure railway" y sus experiencias duraban unos 20 minutos con capacidad para unas 70 personas.
En algunas de las películas contemporáneas del siglo XX todavía se retoman partes de los antiguos paseos fantasma en forma de películas found footage. Ejemplos son "Eureka" (1974) de Ernie Gehr, o "Opening the Nineteenth Century": 1896" (1991) de Ken Jacobs. 
Por otra parte, los Hale's Tours han influenciado muy notablemente los formatos de pantalla amplia de Cinerama y de IMAX,  que son una prolongación de la estrategia de comercialización de los paseos fantasma. La cápsula de simulador de movimiento funciona de la misma manera que el vagón de Hale, aunque con una tecnología más avanzada y recurriendo a gráficos 3D generados por un ordenador.

## Usos[9]
El paseo fantasma como género en sí solo fue utilizado durante los primeros años del cine. Esto es, desde su nacimiento en 1896 hasta su degradación y utilización como complemento y no como género en la década de 1910. Aun así, durante los 14 años aproximadamente que fue uno de los grandes temas del cine, su función principal fue documental, al principio de lugares ordinarios y a partir de la década de 1910 tuvo que competir con las películas ficcionales y empezar a buscar lugares exóticos e imágenes de lugares famosos del mundo. Esto se refleja en películas de viajes cinematográficamente más complejos como los travelogues, que representan una variable del cine etnográfico. Un ejemplo de esto es el documental Berlin: Die Sinfonie der Großstadt (1927) del director Walter Ruttmann. Con el uso del paseo fantasma se pretendía conseguir una fascinación que proviniera de la exploración de las imágenes más allá de las estructuras dramáticas.
Otros, como Wolfgang Schivelbusch, definieron este género como una manera de que el espectador se sintiera como un proyectil siendo "disparado" por el paisaje, suponiendo la pérdida de control de sentidos. En estas películas los túneles y los paisajes eran los objetos por los que pasaba el tren, es decir, el proyectil, y el espectador formaba parte de ello. Por otra parte autores como Raymond Fieldings denomina a los paseo fantasma películas "ultra-realistas" (basándose en las experiencias que ofrecían los Hales Tours), y Tom Gunning se refiere a estas como "vistas" y "cine de atracciones" porque eligen siempre un punto de vista especial o sirven como centro de atención, subrayando las ganas de observar y la exposición del objeto.
Después de ser utilizado durante todos estos años como una especie de cine documental, el género paseo fantasma tuvo que utilizarse como atracción en varios parques de atracciones por Reino Unido, Estados Unidos, Canadá y otros países de Europa para poder subsistir y seguir atrayendo al público. Esto se ve claramente en el fenómeno Hale's Tours y como se utilizó y explotó el paseo fantasma como experiencia inmersiva y comercial. Se llegaron a reproducir películas de acción que se alejaban de los principios documentales iniciales del género como la película de Edwin S. Porter "The great train robbery" (1903). Con el declive de los Hale's Tours y la llegada a la pantalla de nuevas películas con narrativas el género de paseo fantasma dejó de utilizarse como tal y pasó a ser un complemento y técnica para el rodaje de filmes, dando paso a innovaciones posteriores como el travelling.
En los metrajes encontrados del siglo XX,como los de Ernie Gehr, se utilizaban técnicas parecidas al paseo fantasma para mostrar, por ejemplo, la vista desde un tranvía de San Francisco para ofrecer al espectador la complejidad del paisaje moderno urbano. Por lo tanto los vanguardistas volvieron a hacer uso de esta técnica en sus found footage.

## Reacción del público[9]
Durante las primeras proyecciones de tales avances tecnológicos fueron recibidos por el público con fascinación e ilusión, pero también con miedo y desconfianza a tales novedades. A finales del siglo XIX y principios del XX cuando el cine no era más que un recién nacido, los espectadores no estaban acostumbrados a ver imágenes de tales dimensiones, por lo que cuando se proyectó en la pantalla la imagen de un tren que llegaba, muy impresionados por la realidad de dicha imagen, la gente gritaba, tenían ataques de pánico y algunos corrían y salían de la sala. Yuri Tsivian llamó a esta reacción de miedo o pánico “efecto tren”. Aun así, hay autores como Hepworth que dudan de la veracidad de tales afirmaciones y dudan que el "efecto tren" del que hablaba Yuri Tsivian llegara a suceder alguna vez. En pleno siglo XXI se cree que la primera reacción de los espectadores al ver los paseos fantasma fue la de entusiasmo y absoluta fascinación, por lo que los espectadores se echaban para atrás en sus asientos y quedaban boquiabiertos, especialmente aquellos ubicados en los lugares más cercanos a la pantalla, y según autores como George Brunel la gente que retrocedía solamente lo hacía instintivamente por la impresión que causaba ver semejantes imágenes. La sensación de entusiasmo estaba dada por diversos factores: la situación social de un show de películas, la técnica (cinematográfica y de la locomotora), la pérdida de distancia, el acercamiento de la imagen hacia el espectador y cierta inseguridad con relación a las tecnologías modernas del siglo XIX.

## Tipos[11]
Los paseo fantasma son uno de los tipos de géneros que surgieron de la relación entre cámara y ferrocarril:
1. El tren arribando a la estación (la cámara, puesta en el andén, muestra el tren que llega y los pasajeros que bajan y suben).
2. El tren pasando por el espectador (el tren pasa por la cámara).
3. Los paseos fantasma (la cámara, en el frente de la locomotora, muestra el paisaje y los rieles adelante del tren. Es la perspectiva de la primera persona).
4. Un viaje doble (es una combinación del tren pasando por el espectador y el paseo fantasma que muestra un tren moviéndose atrás de otro en el mismo o en otro riel). P.e. New York subway, 14th Street to 42nd Street (1905).